# Amar de nuevo
 (срп. Изнова волети) мексичко-америчка је теленовела, продукцијске куће Телемундо, снимана током 2010. и 2011.

## Синопсис
Вероника и Роман изгубили су смисао живота и жељу да икада поново воле. Вероникин муж умро је након страшне несреће, после које је она пала у кому и у којој је погинуо Фрихолито, најбољи пријатељ њеног сина.
Док је била у коми, мали Палито се свакодневно молио за мајчин опоравак и његове молитве бивају услишене и дешава се чудо. Она се буди, захваљујући анђелу Фрихолиту, кога је "Газда" послао да заради своја крила тако што ће помоћи свом пријатељу и његовој мајци. Његов главни задатак јесте да пронађе новог тату за Полита. Роман, удовац и отац троје деце, постаје најозбиљнији кандидат за ту улогу. Главна препрека је његова заова Росилда, која неће бирати средства како би освојила његово срце.
Вероника и Роман чврсто верују да љубав никада више неће доћи у њихове животе, али увериће се да је ипак могуће поново волети, јер живот без љубави није живот. Њима двома неће бити потребан компас како би се пронашли… Срца ће их водити. А ако се ипак изгубе, Полито и Фрихолито су ту да их поново споје…

## Улоге
| Глумац:                          | Улога:     |
| -------------------------------- | ---------- |
| Патрисија Гарза                  | Вероника   |
| Едуардо Родригез                 | Роман      |
| Хорхе Едуардо Гарсија            | Палито     |
| Алехандро Фелипе Флорес          | Фрихолито  |
| Ђули Хилиберти                   | Росилда    |
| Хосе Луис Франко                 | Максимо    |
| Марија Антонијета де лас Нијевес | Харденија  |
| Николас Меле                     | Леонардо   |
| Хаиме Ајмерич                    | Мемо       |
| Америка Габријел                 | Асусена    |
| Паола Тојос                      | Лусијана   |
| Луис Хавијер                     | Северино   |
| Антонио де ла Вега               | Булмаро    |
| Магали Бојсеље                   | Бренда     |
| Хавијер Рејес                    | Камило     |
| Татјана дел Реал                 | Марија Сол |
| Рохелио Фраусто                  | Хорхито    |
| Марта Наваро                     | Хуста      |
| Гала Монтес                      | Ребека     |
| Бигит Босо                       | Флор       |
| Амара Виљафуерте                 |            |
| Хоанидка Маријел                 |            |
| Рикардо Силва                    |            |
| Рафаел Леон                      |            |